# Gà Lương Phượng
Gà Lương Phượng hay còn gọi là gà lông vàng (chữ Hán: 黃毛雞) hay còn gọi là Lương Phượng hoa là một giống gà xứ từ vùng ven sông Lưỡng Phượng của Trung Quốc, đây là giống gà thịt cao sản và có năng suất cao. Chúng là là một phẩm giống mới, nuôi chăn thả lấy thịt đã nhà được các nhà tạo giống gà tại Nam Ninh (Quảng Tây-Trung Quốc) nghiên cứu và chọn lọc trong thời gian dài. Tên của gà Lương Phượng hình chung chúng có cơ thể to, khỏe mạnh, ý nghĩa tinh thần là nuôi giống gà này sẽ mang lại niềm hạnh phúc, giàu có và phú quý cho gia đình.

## Đặc điểm

### Bề ngoài
Gà Lương Phượng có mào, tích, tai đều màu đỏ. Gà có thân hình chắc, gà có hình dáng bên ngoài giống với gà Ri, bộ lông có màu vàng, dày, bóng, mượt. Mào và phần đầu màu đỏ. Gà có màu lông đa dạng vàng đốm đen ở vai, lưng và lông đuôi. Lông cổ có màu vàng ánh kim, búp lông đuôi có màu xanh đen. Da gà màu vàng.
- Gà trống có mào cờ đứng, ngực rộng dài, lưng phẳng, chân cao trung bình, lông đuôi vươn cong. Gà trống còn có màu vàng hoặc tía sẫm, mào đơn, hông rộng, lưng phẳng, lông đuôi dựng đứng, đầu và cổ gọn, chân thấp và nhỏ. Dòng trống chủ yếu có màu vàng nâu nhạt đốm đen. Chân màu vàng, mào đơn đỏ tươi. Thân hình cân đối.
- Gà mái đầu thanh tú, thể hình chắc, rắn, chân thẳng, nhỏ. Màu lông đa phần ma hoàng, lông cú sẫm, số ít màu sẫm điểm lông đen rất hấp dẫn với người chăn nuôi và tiêu dùng. Dòng mái có màu đốm đen, cánh sẽ là chủ yếu.

### Chất lượng thịt
Thịt ngon, da màu vàng, chất thịt min, vị đậm. Gà giết mổ, da vàng, thịt ngon, đậm đà. Khối lượng cơ thể lúc mới sinh: 34,5 g, lúc 8 tuần tuổi đạt 1,2 - 1,3 kg. Khối lượng gà lúc 20 tuần tuổi con trống 2,0 - 2,2 kg, gà mái 1,7 - 1,8 kg/con. Gà xuất chuồng lúc 70 ngày tuổi cân nặng 1,5 – 1,6 kg. Tiêu tốn thức ăn cho 1 kg tăng trọng là 2,4 – 2,6 kg. Gà Lương Phượng có sức kháng bệnh tốt, thích hợp với các điều kiện chăn nuôi, nuôi công nghiệp, bán chăn thả và chăn thả. Gà thịt nuôi đến 70 ngày tuổi đạt 1,8 kg. Tiêu tốn thức ăn 2,4 - 2,6 kg thức ăn/kg tăng trọng nuôi sống trên 95%. Khối lượng gà thịt lúc 12 tuần tuổi: 2,0 - 2,5 kg, Tiêu tốn thức ăn/kg tăng trọng: 2,4 - 2,6 kg.      

## Chăn nuôi
Gà Lương Phượng dễ nuôi, có tính thích nghi cao, chịu đựng tốt với khí hậu nóng ẩm, đòi hỏi chế độ dinh dưỡng không cao, có thể nuôi nhốt (kiểu nuôi công nghiệp), bán công nghiệp (vừa nhốt, vừa thả) hoặc nuôi thả ở vườn, ngoài đồng, trên đồi. Giống gà này rất phù hợp với điều kiện chăn thả tự do. Khả năng sinh sản của gà Lương Phượng rất tốt. Tuổi vào đẻ là 24 tuần, khối lượng cơ thể gà mái đạt 2.100 g, gà trống đạt 2.700 g. Tuổi đẻ đầu tiên 140 - 150 ngày, sản lượng trứng 150 - 170. Sản lượng trứng/66 tuần đẻ đạt khoảng 171 quả, tỷ lệ phôi đạt 92%.